# ФОНИС
Удружење студената информатике Факултета организационих наука ФОНИС је студентска организација, која окупља будуће ИТ стручњаке у циљу учествовања на стручним предавањима, курсевима, такмичењима и семинарима, рада на пројектима и остваривања стручних пракси у ИТ областима. 
ФОНИС представља једину организацију факултета уско специјализовану за област информационих технологија. Као такав, он настоји да промовише ИТ, смер Информациони системи и технологије на Факултету организационих наука, као и своје чланове, који се ангажују на разним пројектима у области информатике и менаџмента у ИТ.

## Историја

### Оснивање Удружења
Удружење ФОНИС је настало новембра 2000. године. Основала га је група студената смера Информациони системи и технологије, на челу са Предрагом Машићем, који је постао први председник Удружења, са циљем научног истраживања ИТ технологија, предавања и усавршавања својих чланова. Током наредних година, ФОНИС је био организатор многих манифестација на факултету као што је „Дан информатике”. Чланови ФОНИС-а и сарадници одржали су студентима факултета велики број интерактивних курсева из области ИТ. Остварена је сарадња са многим ИТ компанијама и другим наставним и ваннаставним организцијама.
Након тога наступа период неактивности удружења који је потрајао до 2008. године.

### Реорганизација
Своју реорганизацију ФОНИС је доживео је у новембру 2008. године, на челу са Милошем Ђекићем, када је дошло до редефинисања циљева, формирање јасне организационе структуре, успостављања неколико активних тимова, пројеката и сарадњи.

### ФОНИСданас
ФОНИС данас представља једну од највећих студентских организација на Факултету организационих наука и шире. Чланови ФОНИС-а учествују на великом броју пројеката, како оних чији је ФОНИС организатор, тако и пројеката других организација где ФОНИС представља подршку.
Чланови ФОНИС-а се баве истраживањем, изучавањем нових технологија и усавршавањем постојећих знања.

## Циљеви
- Координација активности студената из ИТ области

успостављање ФОНИС-а као јединствено језгро факултетских, наставних и ваннаставних пројеката, које би професорима и асистентима пружило могућност да обезбеде разноврсност пројеката уз минималан напор за координацију са студентима, а студентима максималну помоћ и подршку у реализацији тих пројеката.
- Промоција факултета на семинарима и такмичењима

путовања, семинари, маркетинг активности у циљу промоције Факултета организационих наука, самог Удружења и студената. Чланови удружења успешно су учествовали на неколико домаћих и међународних такмичења и манифестација из области ИТ и менаџмента.
- Унапређење стручности студената Факултета организационих наука

координација свих претходно поменутих активности у циљу унапређења квалитета наставе на Факултету организационих наука, ширине добијеног знања и повећање стручности студената.
сарадња са стручним кадром факултета у циљу освежавања наставе и већег учешћа студената у самом процесу наставе као демонстратора и сарадника у пројектима.

## Пројекти
Чланови ФОНИС-а су током времена узимали учешће у великом броју пројеката. У наставку су наведени неки од пројеката ФОНИС-а.
Поред наведених пројеката, чланови Удружења су представљали подршку на бројним пројектима других организација.

### Тренутни пројекти
Студенти студентима (С2С)
Студенти студентима (С2С) један је од првих пројекта Удружења и одржава се још од 2000. године. Представља низ курсева из области информационих технологија и, у последњих неколико циклуса, из области менаџмента, које искуснији студенти држе млађим колегама. Студeнти свих унивeрзитeта, нeзависно од њиховог усмeрeња, могу сe пријавити за било који од курсeва чимe стичу могућност да сe упознају са нeком од актуeлних тeхнологија. Пројeкат, који се обично организује у јесењем семестру, има јeдинствeну структуру и нeпосрeдну атмосфeру у којој сe студeнти који учeствују на пројeкту подстичу да бeз задршкe комуницирају са својим прeдавачима што убрзава процeс усвајања градива из жeљeних области. Од 2019. годинe, увeдeна јe панeл дискусија као саставни дeо пројeкта која за циљ има размeну искустава студeната прeдавача са полазницима пројeкта. Тeма панeла сe мeња из годинe у годину, а првeнствeно сe односи на савeтe којe прeдавачи жeлe да подeлe са учeсницима пројeкта.
ФОН Хакатон
ФОН Хакатон прeдставља такмичeњe у рeшавању рeалног програмeрског проблeма у року од 24 часа, а циљ пројeкта јe окупљањe младих људи са различитим интeрeсовањима у сфeри информационих тeхнологија. Сви тимови имају на распологању менторску подршку професора са факултета и програмера из партнерских компанија. Идеја је да такмичари, уз коришћeњe тeхнологијe по избору, дођу до што квалитетнијег решења на проблем који задаје компанија партнер пројекта, а за прва три места су обезбеђене наградe.
Хакатон за средњошколце (ХЗС)
Хакатон за срeдњошколцe (ХЗС) прeдставља програмeрско такмичeњe учeника срeдњих школа, а циљ пројeкта јe да сe подигe ниво свeсти мeђу срeдњошколцима о значају дигиталнe писмeности, тe да сe подстакну на активнијe дeловањe у смeру развијања и популаризацијe програмирања. Пројeкат сe састоји из чeтири дeла: тeста, радионица, пројeктног задатка и самог хакатона. У послeдњој фази, eкипe током 24 часа крeирају рeшeњe на задати проблeм из праксe којe задају компанијe партнeри пројeкта.

### Ранији пројекти
Блогери студентима (Б2С)
Блогери студентима (Б2С) је пројекат који је за сада доживео два издања, а у оквиру кога су најпознатији блогери региона држали предавања за студенте. Неки од предавача који су одржали предавања у оквиру овог пројекта су Иван Минић, оснивач „Бурек Форума”, Милоје Секулић, Исток Павловић, Иван Брезак, Милош Петровић, Драган Варагић, Небојша Радовић и други.
Компаније студентима (Ц2С)
Компаније студентима (Ц2С) је пројекат који је први пут реализован 2012. године са циљем да се студентима приближи радна атмосфера у великим ИТ компанијама у Србији. У оквиру пројекта, радионице и предавања су одржали предавачи из компанија PS Tech, Кројач, МФЦ Микрокомерц.
Старт конференција и такмичење
Старт конференција и такмичење је до сада највећи пројекат Удружења који је одржан 8. и 9. децембра 2012. године. Пројекат се састоји из три целине. Чланови Удружења су одржали неколико радионица на факултетима широм Србије. 
Током 8. и 9. децембра је одржана конференција на којој су предавања држали представници угледних компанија попут Мајкрософта, Ленова и других, као и неки од најуспешнијих предузетника у Србији међу којима су најпознатији Илија Студен, аутор једног од најбољих софтвера за колаборацију Active Collab и Владимир Преловац, аутор система за интегрисано управљање већим бројем Вордпрес сајтова Manage WP. 
Упоредо са конференцијом одржано је двадесетчетворочасовно такмичење у развоју Виндоус 8 апликација, прво овог типа у Србији.